# Schönleitenspitze
Schönleitenspitze är en bergstopp i Österrike.   Den ligger i distriktet Lienz och förbundslandet Tyrolen, i den centrala delen av landet, 300 km väster om huvudstaden Wien. Toppen på Schönleitenspitze är 2 809 meter över havet, eller 176 meter över den omgivande terrängen. Bredden vid basen är 0,75 km.
Terrängen runt Schönleitenspitze är huvudsakligen bergig. Närmaste större samhälle är Matrei in Osttirol, 11,9 km väster om Schönleitenspitze. 
Trakten runt Schönleitenspitze består i huvudsak av gräsmarker. Runt Schönleitenspitze är det ganska glesbefolkat, med 27 invånare per kvadratkilometer.